# Nuussuup Nuua
Nuussuup Nuua är en udde i Grönland (Kungariket Danmark).   Den ligger i kommunen Qaasuitsup, i den västra delen av Grönland, 1 100 km norr om huvudstaden Nuuk.
Terrängen inåt land är lite kuperad. Havet är nära Nuussuup Nuua åt sydväst.  Närmaste större samhälle är Nuussuaq, 6,9 km öster om Nuussuup Nuua. 